# Principauté du Monténégro
1852–1910
Entités précédentes :
- Principauté épiscopale du Monténégro
 Empire ottoman

Entités suivantes :
- Royaume du Monténégro

La principauté du Monténégro était une principauté située dans les Balkans sur la côte Adriatique. Elle a existé du 13 mars 1852 au 28 août 1910, date à laquelle elle est érigée en royaume par Nikola Ier Petrović-Njegoš, qui en est devenu le roi.
La capitale de la principauté est Cetinje et la monnaie utilisée est le Perper monténégrin à partir de 1906. La superficie de la Principauté se composait, à peu près, de la zone centrale du Monténégro actuel. C'était une monarchie constitutionnelle mais de facto absolutiste.

## Histoire

### Souverains
- Danilo Petrović-Njegoš (13 mars 1852 – 13 août 1860), assassiné
- Nicolas Ier de Monténégro (13 août 1860 – 28 août 1910), neveu du précédent, puis roi à partir de 1910

La principauté est créée en 1852 lorsque le prince-évêque Danilo décide de renoncer à sa position ecclésiastique pour se marier et séculariser la principauté.

### Bataille de Grahovac
Le grand-duc Mirko Petrović-Njegoš, frère aîné de Danilo, a dirigé une armée forte de 7 500 hommes et a remporté une bataille cruciale contre les Turcs (armée comprise entre 7 000 à 13 000) à Grahovac le 1er mai 1858. Les forces turques ont été mises en déroute. Un arsenal considérable de trophées de guerre a été laissé dans les mains du Monténégro et a servi dans les guerres d'indépendance définitive en 1862 et 1875-1878.
Cette grande victoire a eu une importance encore plus diplomatique. La gloire des armées monténégrines fut bientôt immortalisée dans les chants et la littérature de tous les Slaves du sud, en particulier les Serbes de Voïvodine, qui faisait alors partie de l'Autriche-Hongrie. Cette victoire a forcé le Monténégro et les grandes puissances à délimiter officiellement les frontières entre le Monténégro et l'Empire ottoman, de facto l'empire reconnait l'indépendance séculaire du Monténégro.

### Vers l'indépendance
Après l'assassinat de Danilo Petrović-Njegoš le 13 août 1860, Nikola Ier (le neveu de Danilo) est devenu le nouveau prince du Monténégro. Une rébellion soldée par un échec relatif en 1862 aboutit à la convention de Scutari. Sous suzeraineté ottomane, l'armée monténégrine participe à la guerre contre l'Empire ottoman et obtient son indépendance en 1878 aux traités de San Stefano et de Berlin.
Le 28 août 1910, Nikola se proclame roi.